# Якінлу
Якінлу (Якінел) (д/н — бл. 660 до н. е.) — цар міста-держави Арвада бл. 675—660 роках до н. е.

## Життєпис
Ймовірно був сином Матанбаала III, царя Арвада. Посів трон десь між 675 та 669 роками до н. е. Остання дата є першою письмовою згадкою про Якінлу. Втім ймовірніше це сталося близько 675 року до н. е. За це вказує декілька подій: доповідь ассирійського шпигуна Ітті-шамаш-балату своєму царю Асархаддону, що арвадський цар заборонив входити до свого порту ассирійським суднам, інший шпигун доповідав про контакти Якінлу з ассирійськими сановниками, налаштованими проти Асархаддона. Ці події збіглися з утворенням нової антиассирійської коаліції на чолі з Єгиптом, до якої долучилися Тір і Юдейське царство.
Втім успішні ассирійські дії протягом 672—671 років до н. е. призвели ймовірно до того, що Якінлу добровільно покорився Ассирії, погодившись сплачувати данину. Вже 669 року до н. е. згадується як вірний данник нового ассирійського царя Ашшурбаніпала. 667 року до н. е. цар Арваду допомагав ассирійцям військами і флотом у поході на Єгипет.
Втім у 663 або 662 році до н. е. підтримав повстання тірського царя Баала I. Втім доволі швидко зазнав поразки, змушений вкотре підкоритися Ассирії. на вимогу Асархаддона відправив свою доньку з багатим посагом до гарем в Ніневії, сплатив велику данину. Також на Арвад була накладена щорічна данина, що складалася з золота, пурпурних тканин, риб і птахів.
Втім ассирійці вже не довіряли Якінлу, тому організували 660 року до н. е. заколот проти нього, внаслідок чого арвадський цар загинув. Трон перейшов до його сина Азібаала I.